# Pseudolabrinae
Die Pseudolabrinae sind eine Unterfamilie in der Familie der Lippfische (Labridae), die sieben Gattungen und über 50 Arten umfasst und im subtropischen und gemäßigten südlichen Pazifik von der Südküste Australiens über Neuseeland bis zu den Juan-Fernández-Inseln vor der Küste von Chile vorkommt. Eine einzelne Art, Pseudolabrus japonicus, kommt im nordwestlichen gemäßigten Pazifik an der Küste Japans vor.

## Merkmale

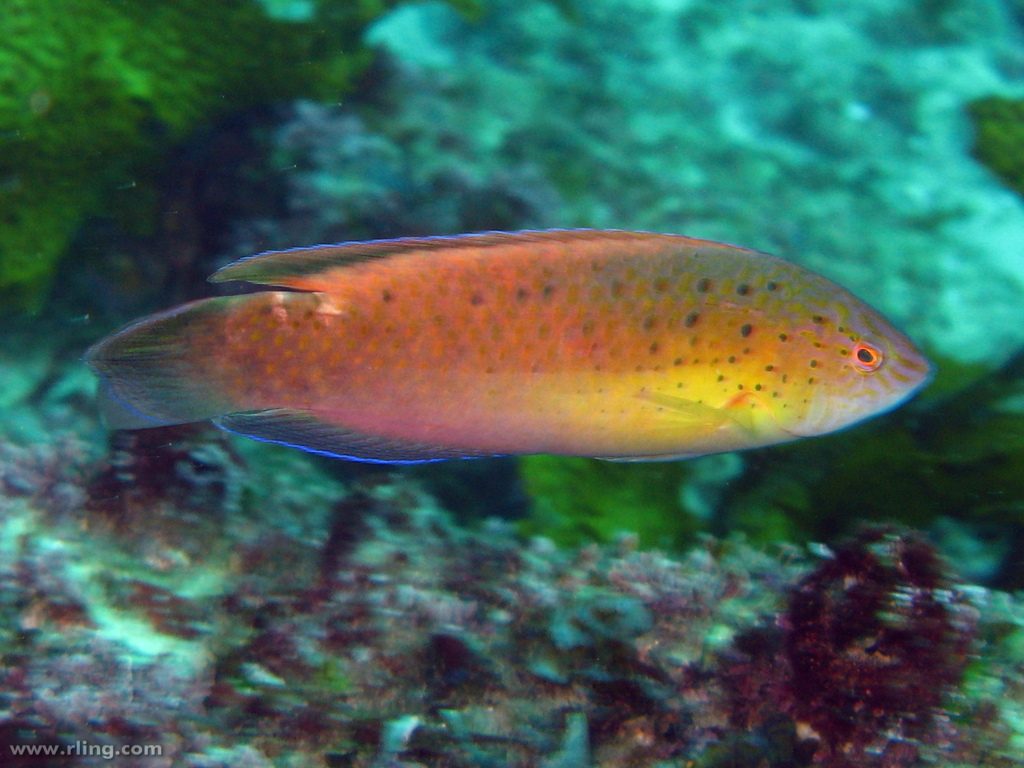
Austrolabrus maculatus

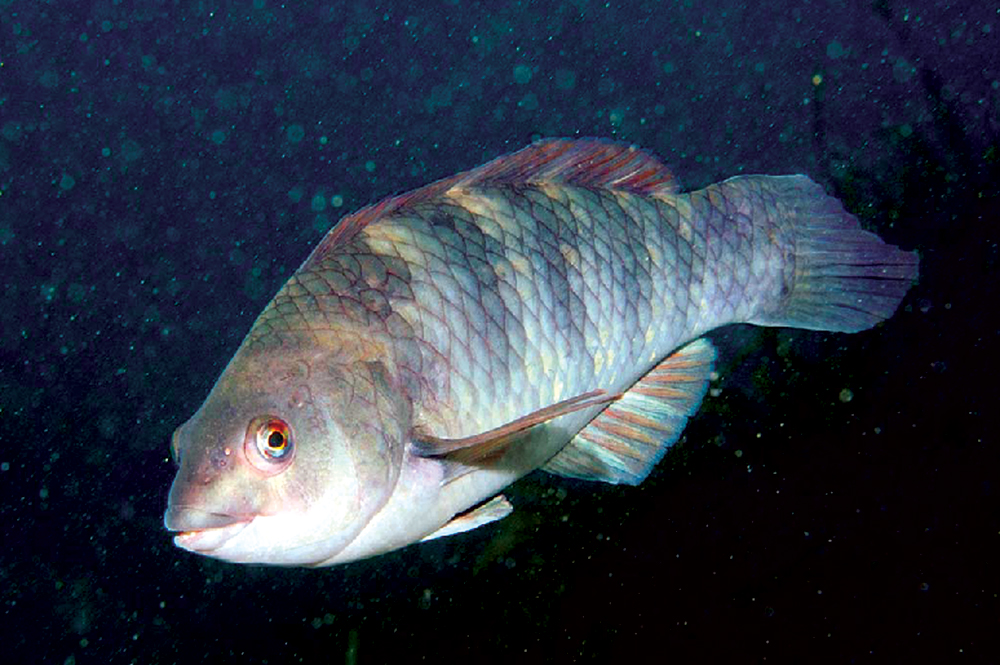
Notolabrus fucicola

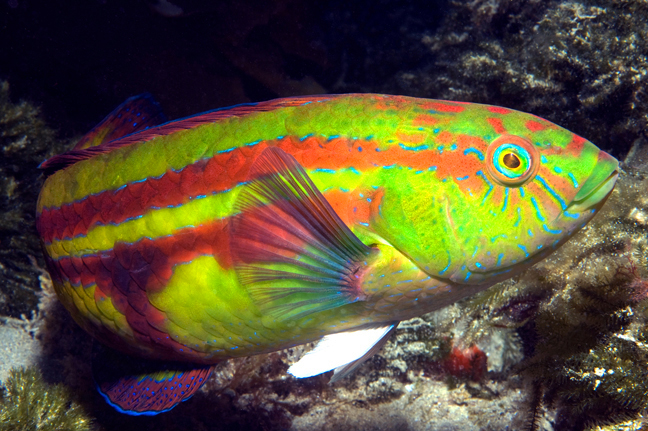
Pictilabrus laticlavius

Bisher ist es relativ schwierig die Pseudolabrinae durch abgeleitete Merkmale zu diagnostizieren. Molekulargenetische Daten zeigen, dass die Gruppe eindeutig eine mit den Junkerlippfischen nah verwandte monophyletische Klade ist. Die verschiedenen Arten der Pseudolabrinae erreichen Längen von 10 bis 45 cm. Einige sind außerordentlich bunt, weshalb sie in Australien und Neuseeland auch als Parrotfishes (nicht zu verwechseln mit den Papageifischen) bezeichnet werden. Fast alle haben gut entwickelte, vorn stehende Eckzähne in Ober- und Unterkiefer, die nach hinten gebogen sind. Eine Ausnahme ist Dotalabrus, bei dem die vorderen Eckzähne nach vorne gebogen sind. Mit Hilfe der Eckzähne lösen die Fische ihre vor allem aus Wirbellosen bestehende Nahrung vom felsigen Substrat oder kämmen sie aus den Algen. Die Schlundzähne sind kräftig entwickelt. Die Netzhaut von Notolabrus celidotus, Notolabrus fucicola und Pseudolabrus miles hat ein ungewöhnlich Verhältnis von Stäbchen zu Zapfen. Solche Verhältnisse treten normalerweise nur bei nachtaktiven oder tief lebenden Fischen auf, aber bei diesen Pseudolabrinen könnte es eine Anpassung an das Leben in flachen, trüben Gewässern sein.

## Lebensweise
Die Pseudolabrinae kommen in Fels- und Korallenriffen vor, Dotalabrus aurantiacus lebt auf Seegraswiesen. Wie die meisten Lippfische leben die Pseudolabrini in festen Territorien oder sind revierbildend. Sie sind tagaktiv und verbringen die Nacht versteckt in Felsspalten oder im Sand vergraben. Bei Notolabrus celidotus und Notolabrus fucicola wurde nachgewiesen, dass sie zum Schutz in der Nacht eine Schleimhülle absondern, die den Körper nach kurzer Zeit umhüllt. Pseudolabrus japonicus soll im Sand vergraben überwintern. Pseudolabrine Lippfische ernähren sich vor allem von kleinen Weichtieren und Krebstieren.
Wie viele andere Lippfische sind alle oder die meisten Pseudolabrinen wahrscheinlich proterogyne Zwitter, das heißt, sie sind bei Erreichen der Geschlechtsreife zunächst weiblich und wandeln sich später zu Männchen um. Nachgewiesen ist dies aber nur für wenige Arten. Sie laichen paarweise oder in Gruppen. Die Eier sind pelagisch. Viele Arten laichen im Spätwinter oder im Frühjahr. P. japonicus soll vor der Küste Japans im Herbst ablaichen. Beim gleichzeitigen Ablaichen kommt es bei der Gattung Notolabrus hin und wieder zu Hybridisierungen verschiedener Arten.

## Gattungen
Zur Unterfamilie Pseudolabrinae gehören sieben Gattungen:
- Austrolabrus Steindachner, 1884
- Dotalabrus Whitley, 1930
- Eupetrichthys Ramsay & Ogilby, 1888
- Notolabrus Russell, 1988.
- Pictilabrus Gill, 1891
- Pseudolabrus Bleeker, 1862
- Suezichthys Smith, 1958[4]